# Robin Antin

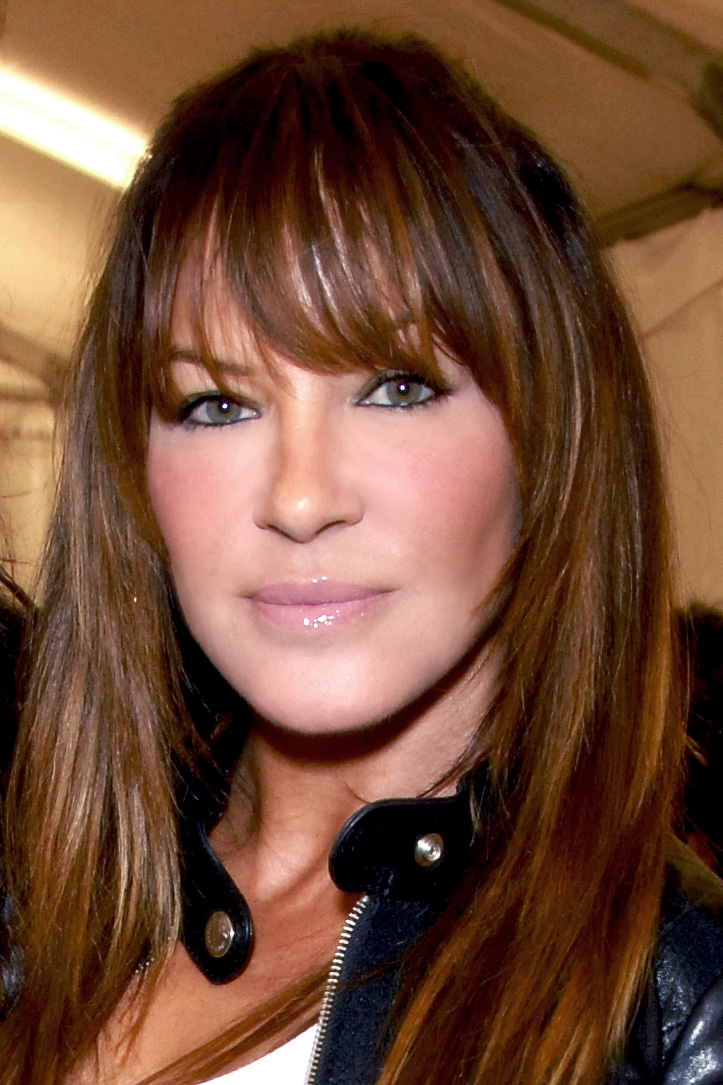
Robin Antin (2008)

Robin Antin (ur. 6 lipca 1961) – amerykańska choreografka i aktorka.
W 1995 założyła grupę taneczno-muzyczną The Pussycat Dolls. W roku 2007 została jurorką w programie The Pussycat Dolls Present: The Search For The Next Pussycat Doll, poszukującym nowej członkini zespołu Pussycat Dolls.

## Filmografia
- 1999: Matters of Consequence jako Josie
- 1991: Noc wojownika jako Dancer
- 1990: Without You I’m Nothing jako Hipiska
- 1984: Gimme an 'F jako Członkini tanecznej drużyny Sokołów

## Gościnnie
- 2003: Las Vegas jako tancerka
- 1992–1999: Pamiętnik Czerwonego Pantofelka jako kobieta ze strefy